# FSC Żuk

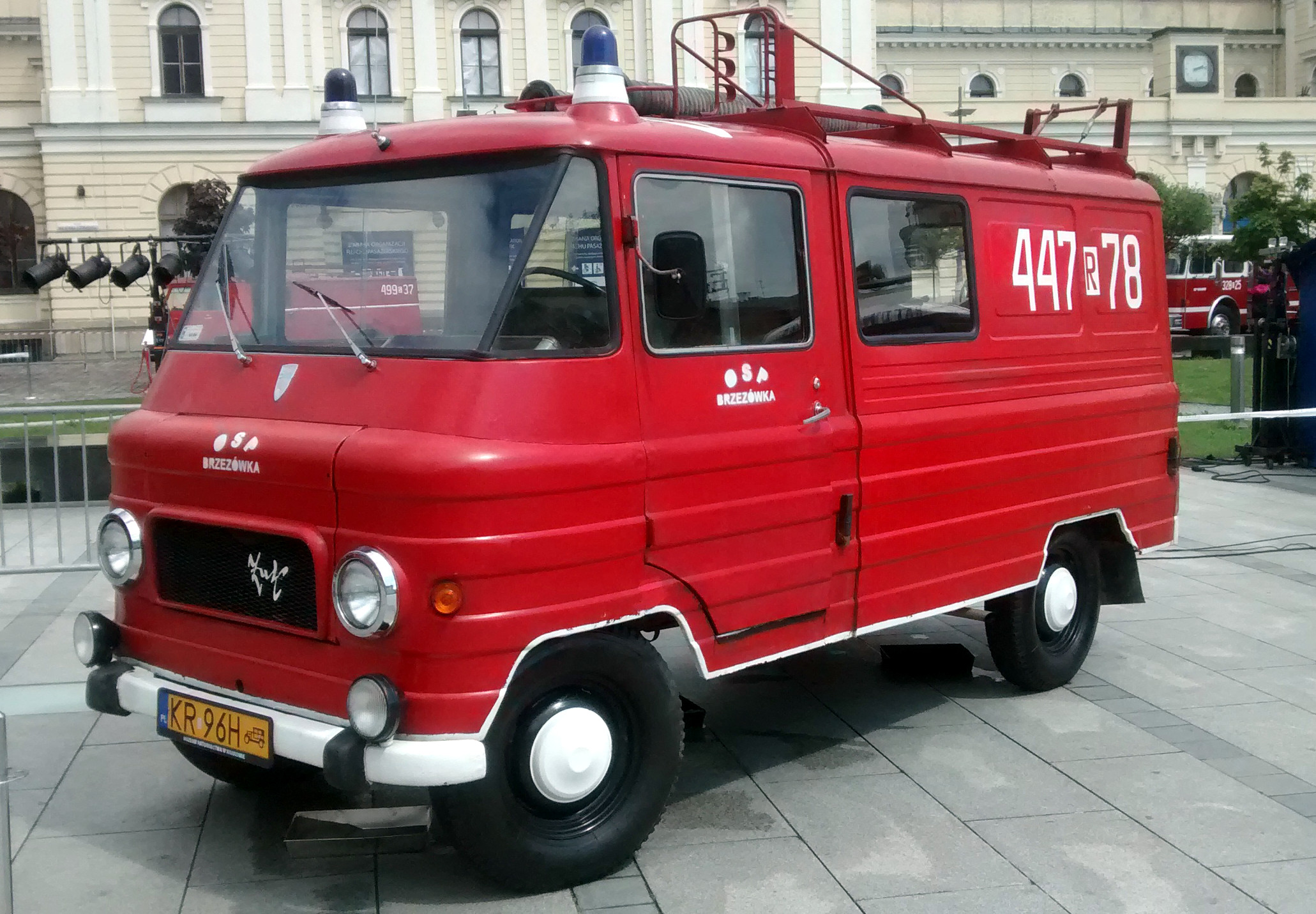
FSC Żuk A-15 v hasičském provedení

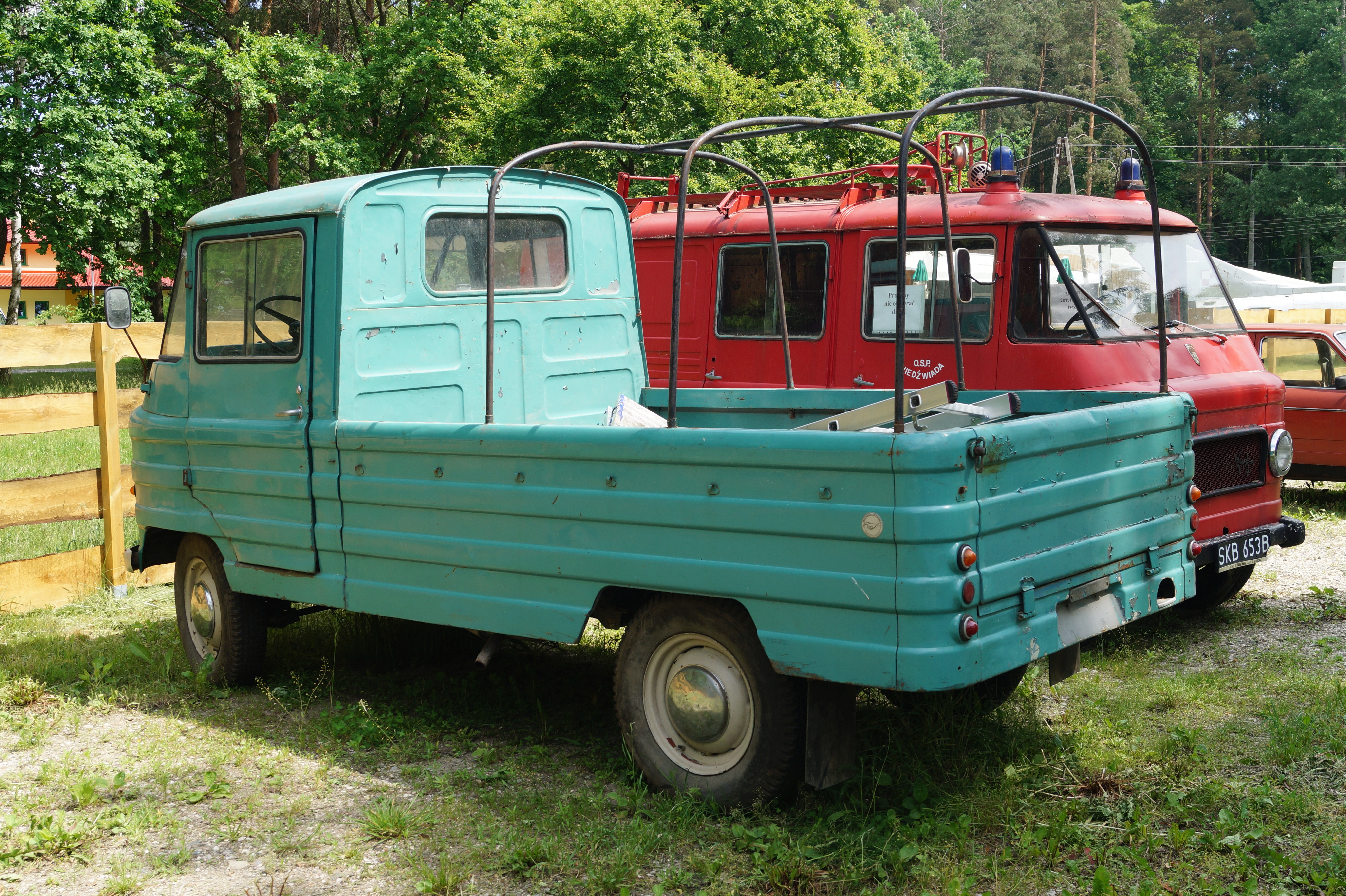
FSC Żuk A-03

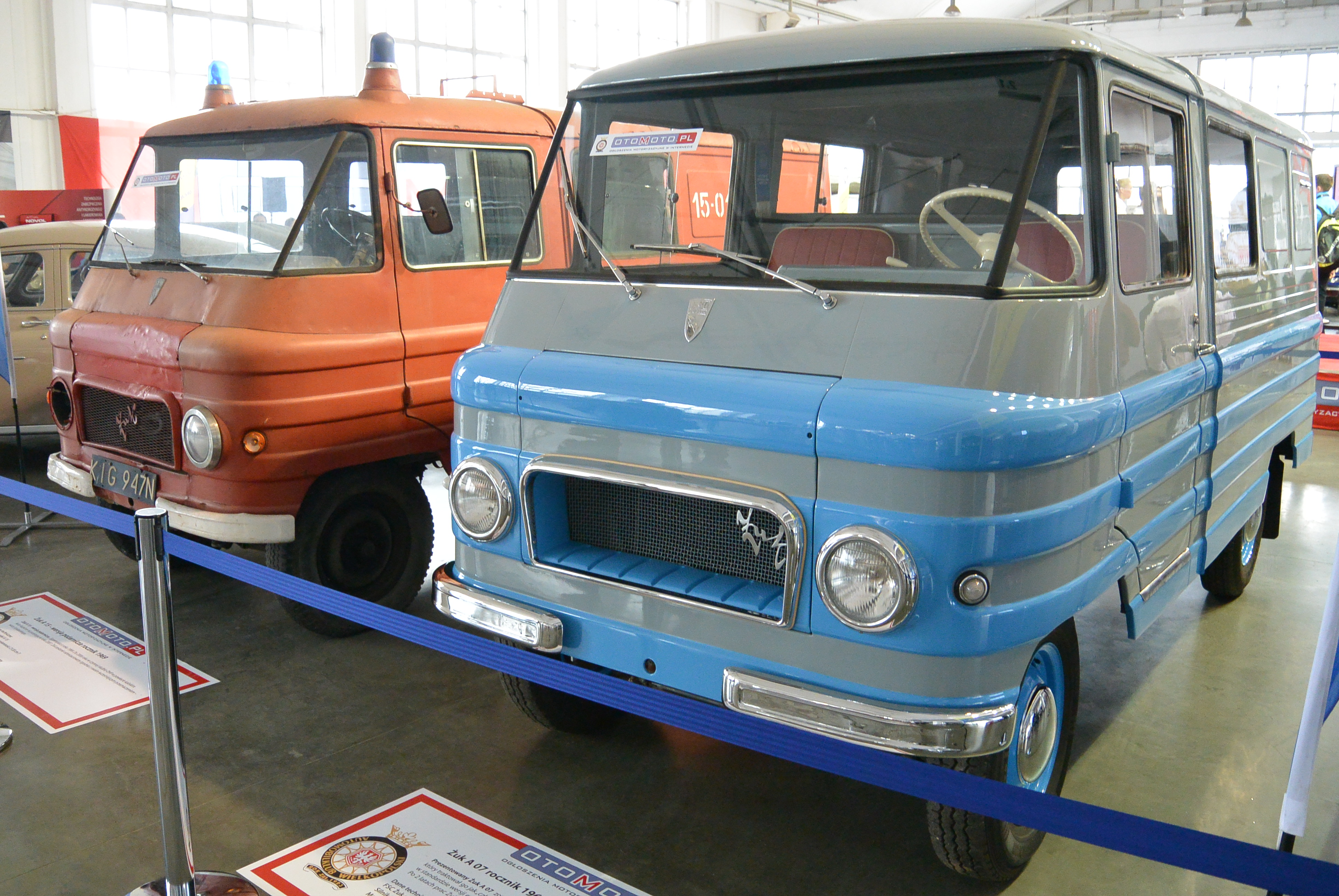
FSC Żuk A-07 z roku 1968

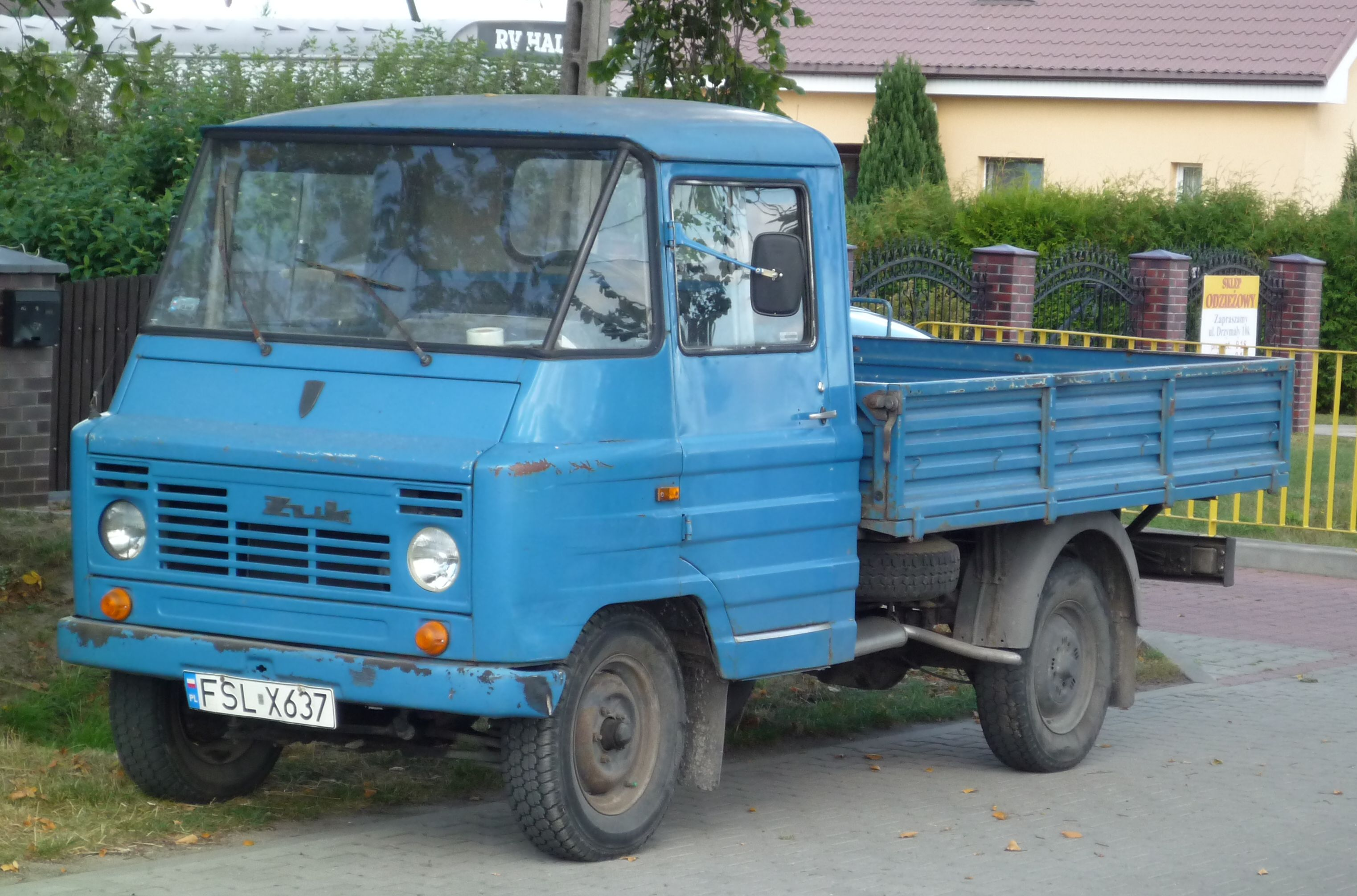
FSC Żuk A-11B

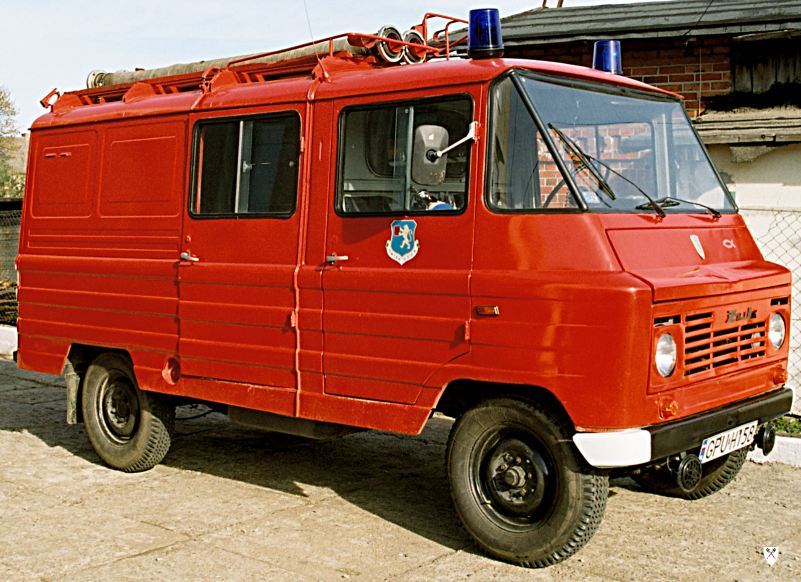
Novější hasičské provedení FSC Żuk A-15C

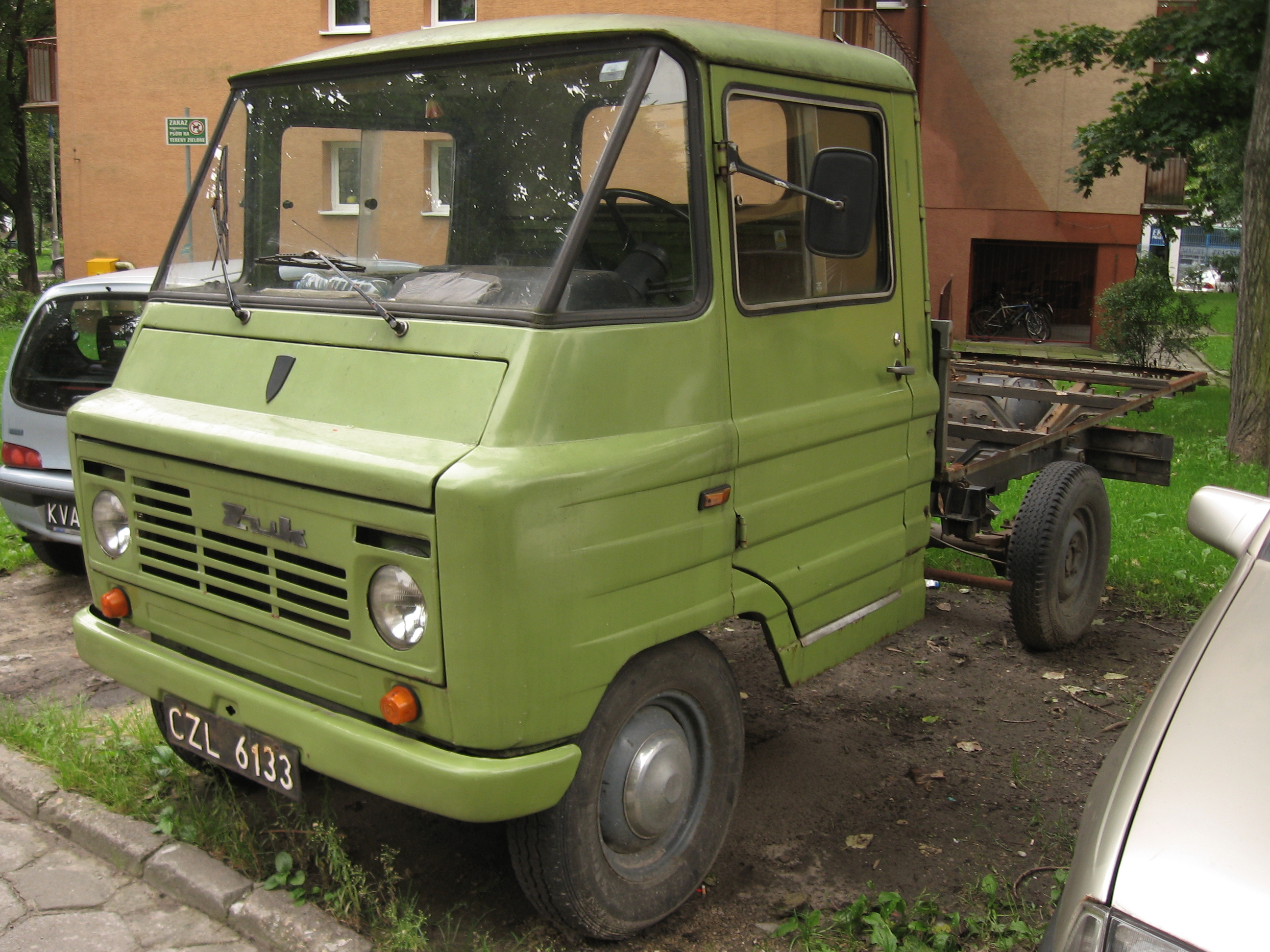
FSC Żuk A-11

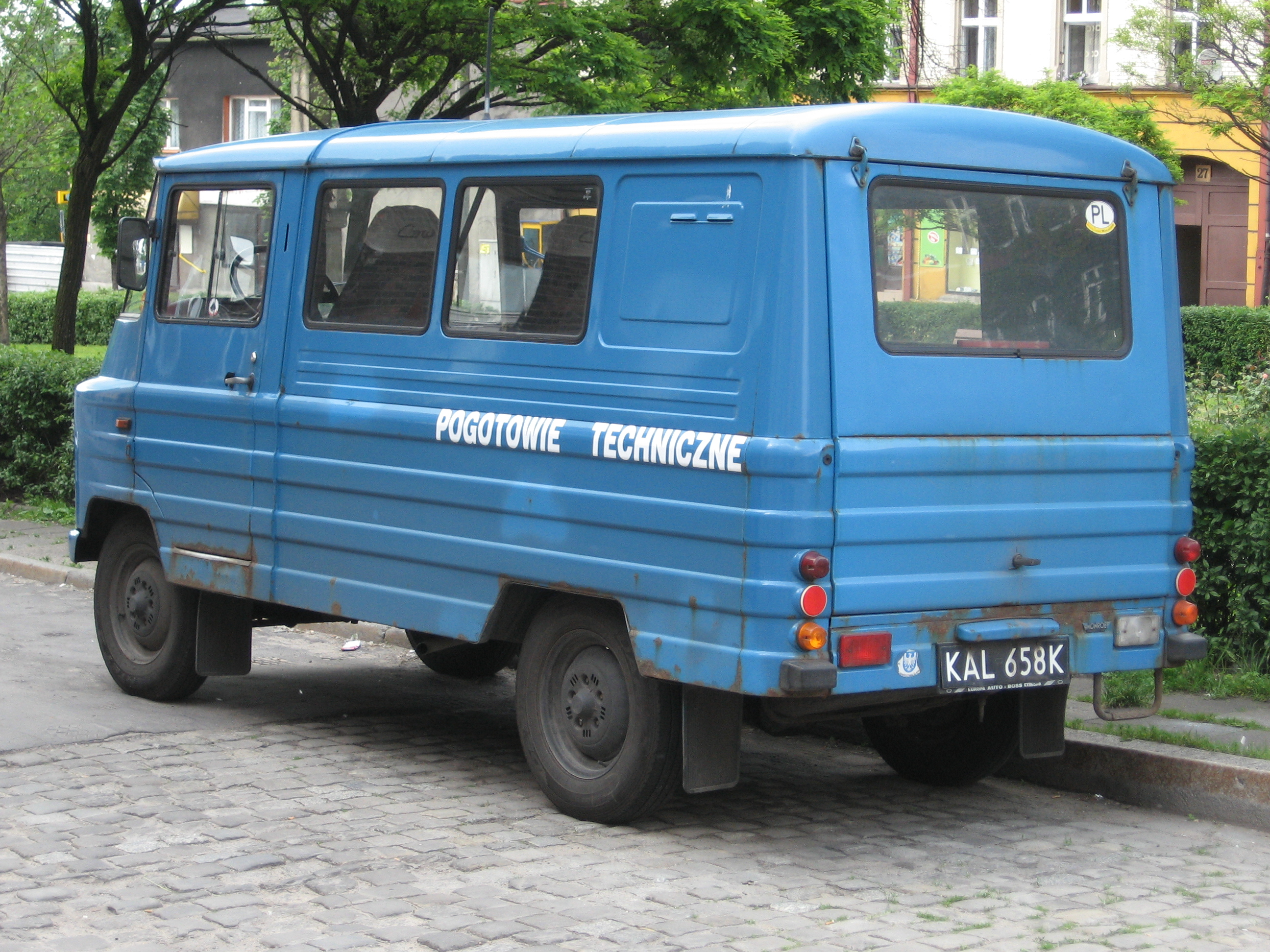
FSC Żuk A-07 – zezadu

FSC Żuk byl polský dodávkový automobil, vyráběný v podniku FSC (Fabryka Samochodów Ciężarowych) v Lublinu.

## Popis vozidla
Konstrukce vozidla vznikla v roce 1956 na základě automobilu FSO Warszawa. Z tohoto vozu pocházela většina podvozkových dílů, motor i nápravy. Využití společných dílů se zasloužilo o velkou popularitu tohoto vozu a nízkou cenu. Současně ale způsobilo některé přetrvávající problémy, mezi které patřily:
- krátká životnost přední nápravy,
- vysoko uložený nákladový prostor,
- vysoko uložené těžiště,
- krátký rozvor,
- problémy se změnou parametrů (zvýšení nosnosti)

Během produkce vozidla ŽUK byl vůz mnohokrát modernizován. Bylo to zvýšení nosnosti v sedmdesátých letech, byly použity silnější a spolehlivější motory, změněna převodovka, vylepšen výhled z vozu. Následovníkem se stal dodávkový automobil FS Lublin, sériově vyráběný od října 1993. Ve špičkovém období bylo vyrobeno až 30 tisíc kusů ročně. Přibližně polovina produkce mířila na export. 
Žuk byl dostupný v různých verzích, počínaje provedením pick-up, jako byl úplně první model A 03, přes furgony a skříňové karosérie, mikrobusy až po specializovaná provedení (hasičské, pro transport pečiva nebo oblečení). Specializované verze byly dodávány podniky mimo FSC. Poslední Žuk byl vyroben 13. února 1998. Celkově bylo vyrobeno 587 500 kusů všech verzí.

## Historie výroby

### Žuk A 03
Práce na novém modelu začaly v lublinském podniku FSC v roce 1956. Nový vůz měl zaplnit mezeru v sortimentu polského automobilového průmyslu. Projekt byl vypracován poměrně rychle, protože bylo použito mnoho celků z osobního automobilu Varšava. Prototyp byl dokončen v roce 1957 a byl pojmenován Žuk A 03. Oficiální představení proběhlo na Mezinárodním veletrhu v Poznani v roce 1958. Ještě v tom roce vzniklo 50 vozů zkušební série. V roce 1959 začala sériová produkce, která nahradila do té doby vyráběný Lublin 51.
K pohonu sloužil motor M-20 známý z automobilu FSO Warszawa. Byl to čtyřválcový řadový motor s rozvodem SV o objemu 2 120 cm³ s maximálním výkonem 38,2 kW. Přenos výkonu byl přes třístupňovou manuální převodovku na zadní nápravu. Z Warszawy byla použita také upravená elektroinstalace o napětí 12 V, přední náprava, přední nezávislé zavěšení kol a bubnové brzdy.
Základní provedení karoserie bylo s dvoudveřovou kabinou typu pick-up. Kabina byla určena pro dvě osoby. Ložná plocha měla 4 m², podlaha byla z prken. Přístup na ložnou plochu byl dolů sklopnými dvířky v zadním čele. Na ložnou plochu bylo možné na připravených podpěrách montovat plachtu.
Žuk A 03 se mohl rozjet až na 90 km/h a spotřeboval přitom skoro 16 litrů na 100 km. Objem produkce rychle rostl. V roce 1959 vzniklo 1 048 vozů, v následujícím roce už 3 144. V roce 1965 objem produkce dosáhl 8 621 kusů. Export začal už rok po začátku produkce. Do roku 1965 bylo exportováno 2 000 Žuků.
V letech 1958 a 1959 vznikl také prototyp dodávky o nosnosti 1 500 kg, který dostal označení Žuk A 08. Ve voze byl také zabudován nový motor S-21. Modernizovány byly také některé jiné konstrukční celky. Byla rekonstruována karoserie, hlavně nákladní prostor. Vozidlo při délce 4 500 mm mělo ložnou plochu o rozměrech 4,9 m². Následující prototyp označený jako B-40 byl dokončen koncem roku 1963. Konstrukčně se minimálně lišil od A 08. Zvnějšku byl tento typ snadno k rozeznání podle dveří kabiny zavěšených vpředu.
Počátkem 60. let 20. století se objevila potřeba dodávkového automobilu o nižší nosnosti. FSC připravilo verzi furgon, typ A 05. Poprvé byl tento automobil prezentován na mezinárodním veletrhu v Poznani v roce 1965. Nosnost vozu byla 850 kg. Výroba této verze začala v roce 1966.
V roce 1967 byla dokončena verze Žuka s dřevěnou korbou. Dostupný byl s motorem s rozvodem SV (A 09) nebo OHC (A 11). Vůz měl samostatnou kabinu řidiče a oddělenou korbu s plochou 4,6 m2. Nosnost vozu byla 950 kg s celkovou hmotností vozu 2 500 kg.

### Žuk A 07
V roce 1970 byl zaveden do výroby model A 07. Lišil se od předchozích verzí modernějším vzhledem a vylepšeními v kabině pro cestující i v nákladním prostoru. Motor zůstal typ S-21. Ve voze mohlo cestovat maximálně sedm cestujících a 350 kg zavazadel. Žuk měl v této době úspěch i na zahraničních trzích, velká část vyrobených automobilů směřovala na export. Od roku 1970 byly vozy exportovány také v rozložených sadách. Od roku 1973 přišla do výroby další modernizovaná verze (označená přidaným písmenem M v názvu), charakteristická novou čelní maskou a zdokonaleným větracím systémem.

### Ostatní modernizace
V roce 1972 byly představeny dva nové koncepční modely: A 18 – mikrobus a R – zemědělská verze. Zemědělská verze měla prodlouženou karoserii a díky tomu se do ní dalo více naložit. Do výroby se tato verze dostala na konci roku 1976 (označení A 16 B). Výroba běžela v pobočném závodě v Wegrowě. Automobil mohl táhnout přívěs do hmotnosti 725 kg. V roce 1973 byla zavedena modernizovaná brzdová soustava. Zásadnější změny přišly v roce 1975, kdy byl modernizován motor, elektrická instalace a podvozek. Takto modernizovaná verze byla označena B (místo původního M). Ve stejném roce byla zavedena nová verze pro hasiče s označením A 151 C.
V roce 1976 probíhala jednání s firmou General Motors o možnosti nakoupit licenci na výrobu automobilů značky Bedford, což by vyřešilo problém s přípravou nástupce už tehdy zastaralého Žuka. Jednání ale neměla výsledek a Žuk byl vyráběn od té doby bez větších změn do roku 1998. Nabídka motorů se rozrostla o typ 4C90. Celkem bylo vyrobeno 587 500 vozů Žuk. 
Zajímavostí je projekt přestavby Žuka na jednoduchý motorový vůz pro železnici (Mitor). Tento projekt ale nikdy nepřekročil fázi prototypu.

## Chronologie verzí
- 1956 – v továrně FSC v Lublinu začala konstrukce vozu
- 1958 – 1. května byl předveden model A 03 s nástavbou pick-up
- 1958 – zkušební série 50 ks
- 1959 – 24. července začala sériová výroba
- 1964 – verze A 03 PTHW-2 s karosérií furgon, specializovaná na dopravu potravin
- 1965 – verze A 05, karosérie furgon, motor S-21
- 1965 – verze A 13, exportní verze s motorem S-21
- 1965 – prototyp A 03 PTHW-2, karosérie furgon specializovaná na dopravu oděvů, motor M-20
- 1965 – prototyp A 08 PTHW-1, karosérie furgon specializovaná na dopravu potravin na podvozku prototypové verze A 08 s motorem S-21
- 1966 – definitivní záměna motoru M-20 na S-21
- 1966 – verze A 14, hasičské vozidlo v exportní verzi
- 1967 – modely A 09 (s motorem M-20) a A 11 (motor S-21) s dřevěnou korbou
- 1968 – model A 15, hasičské vozidlo pro polský trh
- 1970 – model A 07, karosérie furgon pro dopravu osob i nákladu
- 1970 – začala montáž Žuka z rozložených sad v Egyptě
- 1972 – model A 18 – desetimístný mikrobus a model R s prodlouženou kabinou
- 1973 – zavedení faceliftované kabiny řidiče, vozy byly označeny dodatkovým písmenem M v názvu
- 1974 – zavedeny dvouokruhové brzdy s posilovačem
- 1977 – model A 151 C, hasičská verze přizpůsobená pro montáž čerpadla na předním nárazníku
- 1977 – model A 16 B s prodlouženou kabinou pro šest osob a menší korbou, připraveno pro tažení jednoosého přívěsu
- 1991 – zavedení verze s motorem Andoria 4C90 o objemu 2 417 cm³
- 1995 – Mitor-01, prototyp kolejové verze (drezíny)
- 1998 – 13. února byla produkce po vyrobení 587 500 kusů ukončena